# ديزي أوجيدا
ديزي استيفانيا أوجيدا غونزاليزا (من مواليد 3 مارس 2000) هي لاعبة كرة قدم من باراغواي تلعب كظهير أيسر لمكابي كيشرونوت الخضيرة والمنتخب الوطني للسيدات في باراغواي.